# Павильон № 41 «Корма» на ВДНХ
Павильон «Корма» — 41-й павильон ВДНХ, построенный в 1953—1954 годах в составе комплекса из трёх павильонов экспозиции «Коневодство».

## История
Павильон был построен в 1953—1954 годах по проекту архитектора М. М. Титова. Вместе с соседними павильонами под номерами 40 (ныне «Хлебопродукты») и 43 (сохранил название «Коневодство»), а также манежем (ныне павильон № 42 «Животноводство») образовывал комплекс павильонов экспозиции «Коневодство». Павильон оформлен в стиле сталинского неоклассицизма, с приданием сходства с конными усадебными дворами России XVIII—XIX веков. Он образует ансамбль с павильоном № 43, состоя из двух корпусов, расположенных под прямым углом друг к другу. Два фасада, выходящих к аллее, украшены четырёхколонными портиками. Наряду с двумя другими павильонами из комплекса «Коневодство», здесь внутри демонстрировались породы лошадей. При этом в 41-м павильоне выставлялись верховые породы. В настоящее время не действует.